# Rochovce
Rochovce (allemand : Rachendorf, est un village de Slovaquie situé dans la région de Košice.

## Histoire
Première mention écrite du village en 1318.

## Démographie

### Évolution de la population
| Année:               | 1994. | 2004.   | 2014.   | 2024.   |
| -------------------- | ----- | ------- | ------- | ------- |
| Nombre de personnes: | 297   | 322     | 339     | 366     |
| Différence:          |       | +8,41 % | +5,27 % | +7,96 % |

| Année:               | 2023. | 2024.   |
| -------------------- | ----- | ------- |
| Nombre de personnes: | 363   | 366     |
| Différence:          |       | +0,82 % |